# Chojnowo (powiat de Mońki)
Chojnowo  est un village polonais de la gmina de Trzcianne dans le powiat de Mońki et dans la voïvodie de Podlachie. Il se situe à environ 5 kilomètres à l'ouest de Trzcianne, à 11 kilomètres au sud-ouest de Mońki et à 45 kilomètres au nord-ouest de Białystok. 